# Astomum japonicum
Astomum japonicum är en bladmossart som beskrevs av Georg Roth 1911. Astomum japonicum ingår i släktet Astomum och familjen Pottiaceae. Inga underarter finns listade i Catalogue of Life.